# Esercito dello Stato della Chiesa
L'Esercito dello Stato della Chiesa o Esercito dello Stato Pontificio fu l'esercito dello Stato Pontificio. Creatosi a partire dal Medioevo, con una forte componente straniera, esso cessò di esistere nel 1870 con la presa di Roma e l'unificazione italiana.

## Storia

### La politica militare dello Stato Pontificio
In base a una considerazione generica si può affermare che lo Stato della Chiesa ha cercato di difendere l'integrità territoriale e la propria autonomia religiosa, ricorrendo, in prima istanza, al potere religioso, specie a quello della scomunica, o più raramente dell'interdetto, ma, quando questo non bastasse, più raramente, anche all'uso delle armi.
La politica più seguita dai papi era quella di coinvolgere nei propri interessi un altro Stato, di solito confinante, che con il suo esercito difendesse l'integrità territoriale e politica dello Stato pontificio, ricevendone in cambio onori, denaro, legittimazione della sua condotta politica e condanna religiosa dei suoi nemici.
Ciò non toglie che lo Stato pontificio si dotasse di un suo piccolo esercito per reprimere eventuali rivolte sia contadine che dei nobili romani, per la lotta al banditismo, vera piaga dell'Agro Romano, o per contrastare le razzie dei corsari barbareschi che flagellavano le coste e talora osavano risalire il corso del Tevere sino a minacciare Roma.
Nella sua lunga storia, lo Stato della Chiesa ha partecipato alle guerre alleandosi con Stati che disponevano già di un proprio esercito. La Santa Sede fornì il più delle volte truppe di mercenari assoldati per l'occasione, che indossavano le stesse uniformi dell'esercito alleato. Le famiglie aristocratiche romane rinforzavano i contingenti papali con propri cavalieri: dalle loro file, come nel caso degli Orsini e dei Colonna, vennero scelti più di dodici dei maggiori condottieri.

### Il Medioevo
La scelta politica di cercare alleanze con Longobardi, Franchi, Normanni, nell'impossibilità di dotarsi di proprie truppe regolari, caratterizza la storia militare dello Stato della Chiesa sino al 1049, quando papa Leone IX decise di dotare lo Stato di un esercito vero e proprio, che rimase immutato nella sua struttura sino al 1320.
Questa forza militare permanente era costituita da una cavalleria nobiliare (o anche mercenaria), con una milizia romana, affiancata da una mercenaria costituita da balestrieri, arcieri e fanti: se fosse stato necessario si ricorreva agli alleati vicini di Terni, Spoleto, Ancona, Perugia ecc.
Nel 1072 compaiono nell'esercito del papa i primi cavalieri mercenari tedeschi (Swabian, ossia "Svevi") a cui si preferirono nel 1250 quelli francesi. Nell'età comunale l'esercito pontificio era ben organizzato in una cavalleria mercenaria divisa in due corpi: uno dotato di pesanti corazze per uomini e per i cavalli, un secondo fornito di armature leggere e senza protezione per i cavalli. La strategia della cavalleria pesante era in genere quella di spezzare il fronte nemico per poi lasciare il campo a quella leggera e alla fanteria.
Durante il periodo avignonese (1309-1377) il governo pontificio utilizzò truppe mercenarie per riportare sotto controllo gli Stati della Chiesa che avevano usurpato il potere. Dopo il 1320 la Santa Sede formò degli eserciti solo per specifiche campagne militari. Una di esse fu la campagna per la riconquista dei territori papali nell'Alto Lazio, Umbria, Marca Anconitana e Romandiola. La guida militare fu affidata all'energico cardinale spagnolo Egidio Albornoz che, tra il 1353 e il 1356 portò a termine vittoriosamente missione.
Altri eserciti furono formati in risposta alla richiesta di altri Stati italiani. Le forze militari dello Stato della Chiesa parteciparono ad alcune battaglie decisive della Storia d'Italia, tra cui la Battaglia di Anghiari (29 giugno 1440) al fianco della Repubblica di Firenze e la Guerra di Ferrara (1482-1484), al fianco della Repubblica di Venezia contro gli Este.

### Dal XV al XVII secolo

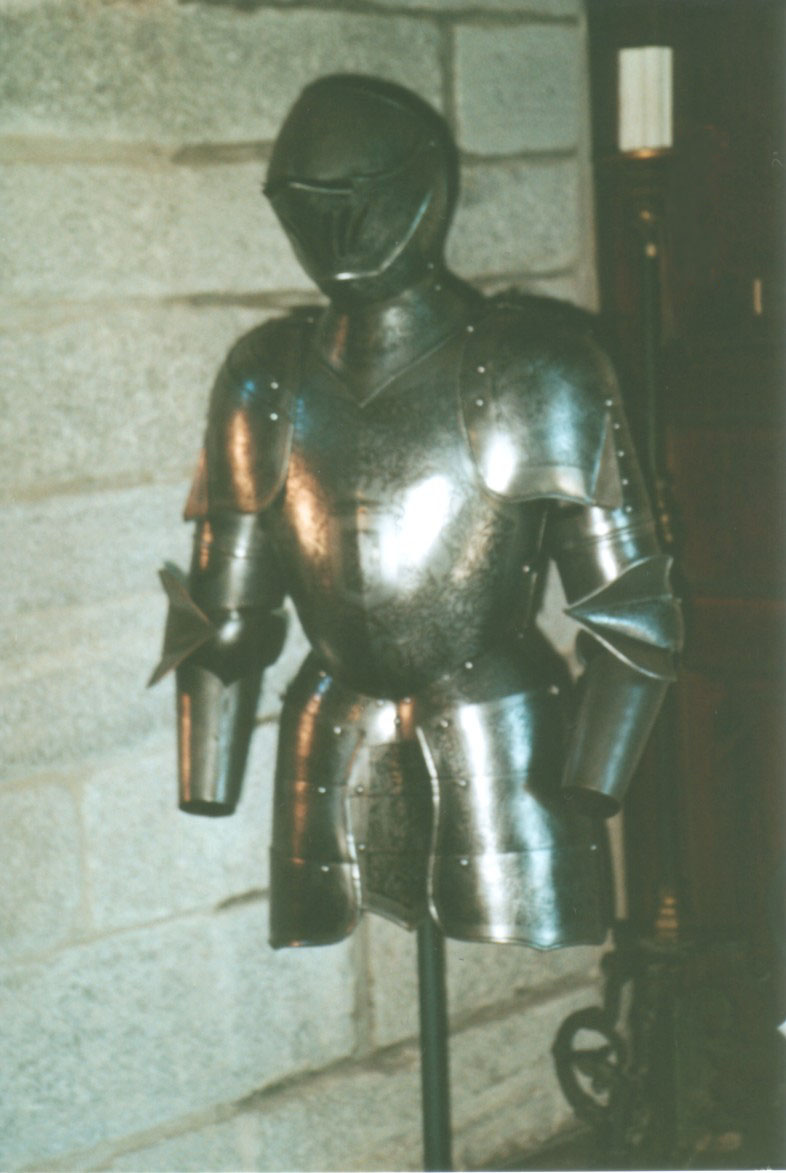
Corazza rinascimentale da cavaliere pontificio.

Dopo la conclusione della Pace di Lodi (1454) lo Stato Pontificio avviò la realizzazione di un esercito mercenario stabile. Fu il primo stato italiano a farlo. Fino ad allora la Santa Sede si era affidata ad una compagnia di ventura capitanata da Pietro Giampaolo Orsini formata da 800 cavalieri e 200 fanti, strutturata in sei squadre. Affiancati a questi regolari, il governo pontificio aveva assoldato delle truppe per compiti particolari e per limitati periodi di tempo. Vi si potevano annoverare cavalieri mercenari e nobili, balestrieri e archibugieri, a piedi e a cavallo, milizie civiche, lanzichenecchi tedeschi e fanti spagnoli, fanteria romagnola armati tutti di armi da taglio e da fuoco.
Con il proliferare delle compagnie di ventura, anche il papato ritiene conveniente servirsi di queste truppe di professionisti della guerra da affiancare a quelle mercenarie. Fu costituito un esercito di 8000/10000 uomini che formavano un apparato militare solo in apparenza caotico ma in realtà ben amministrato. Un così gran numero di fanti, che superava il limite stabilito dai trattati della Lega Italica (1454) proveniva in genere dalle bande che operavano nei monti della Romagna, dell'Umbria e dell'Abruzzo.
I reggimenti erano costituiti da dieci compagnie di 120/150 soldati disposti su dieci righe, dove si alternavano fanti armati di picche lunghe sino a 18 piedi (5,4 metri circa) e da soldati armati di moschetti a canna molto lunga, armi che potevano essere adoperate solo con un supporto piantato in terra. Un altro schieramento di 8/10 righe era costituito da corazzieri armati del medioevale spadone e due grosse pistole.
La funzione della cavalleria era sempre quella dei tempi passati con la differenza che, ora, all'urto si aggiungeva la scarica delle armi da fuoco. La cavalleria leggera non era dotata di armi difensive. L'esercito pontificio disponeva anche di un'artiglieria da campagna con una portata di circa 800 passi per tiri radenti mentre per quelli curvi utilizzava obici e mortai.
Con l'istituzione di un esercito stabile fu abbandonata la consuetudine della condotta. Fu istituita la carica fissa di Capitano generale della Chiesa. Per tutto il XV e buona parte del XVI secolo, il posto di comando andò a un nipote del pontefice (ad esempio, Pier Luigi Borgia con Callisto III, Antonio Piccolomini con il successore Pio II e Girolamo Riario con Sisto IV).
Nella Battaglia di Ravenna (1512) le truppe pontificie combatterono sotto il comando del generale spagnolo Raimondo de Cardona.
Nel 1517 papa Leone X impiegò tutti i suoi 10.000 uomini per riprendere Urbino, usurpata da Francesco Maria della Rovere.
Dal 1516 fino alla morte combatté sotto le insegne papali Giovanni dalle Bande Nere (1498-1526). Nella Battaglia di Governolo (25 novembre 1526), fu ferito mortalmente.
Nel 1641 Papa Urbano VIII formò un esercito per sottrarre ai Farnese il Ducato di Castro. L'occupazione del Ducato da parte delle truppe pontificie incominciò il 27 settembre 1641. I Farnese reagirono attaccando lo Stato della Chiesa. Ciò portò entrambi i contendenti a deporre le armi. Il 13 gennaio 1642 fu siglata una pace preliminare, ma il pontefice non la riconobbe. La guerra continuò. I Farnese ottennero l'alleanza di Francia, Repubblica di Venezia, Toscana e Ducato di Modena; i Barberini chiesero l'aiuto della Spagna. Nel 1644 le truppe pontificie vennero duramente sconfitte nella Battaglia di Lagoscuro.

La guerra riprese nel 1649 con il successore Innocenzo X; in quell'anno le forze pontificie strinsero d'assedio la città di Castro. Nessuno stato europeo si mosse in soccorso dei Farnese. La città capitolò in breve tempo; successivamente fu rasa al suolo. Il Ducato di Castro cessò di essere uno stato indipendente e fu incamerato nei dominii della Santa Sede.

#### La Guardia svizzera

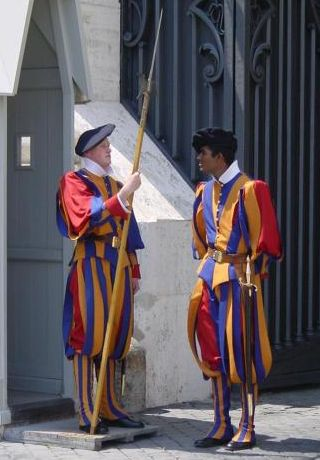
Soldati della Guardia Svizzera pontificia.

La formazione militare più celebre dell'esercito pontificio è quella della Guardia svizzera, costituitasi per iniziativa di Sisto IV tramite un accordo concluso nel 1479 con la Confederazione svizzera che previde la possibilità di reclutare mercenari elvetici.
Il 22 gennaio 1506, un gruppo di 150 mercenari elvetici al comando del capitano Kaspar von Silenen, del Canton d'Uri, si stanziava permanentemente in Vaticano al servizio di papa Giulio II.
Le guardie svizzere non furono solo impiegate come scorta personale del papa, ma parteciparono a numerose battaglie, la più famosa quella avvenuta il 6 maggio 1527 durante il sacco di Roma da parte dei lanzichenecchi del conestabile di Borbone, permettendo con il loro sacrificio a papa Clemente VII di avere salva la vita.
Dei 189 svizzeri se ne salvarono solo quarantadue, cioè quelli che avevano protetto Clemente VII nella fuga lungo il Passetto di Borgo, il passaggio che collega il Vaticano a Castel Sant'Angelo. Il 5 giugno Clemente VII si arrendeva.
La guarnigione papale fu sostituita con mercenari spagnoli e lanzichenecchi. Il Papa ottenne che gli svizzeri sopravvissuti fossero inclusi nella nuova Guardia, ma solo 12 di essi accettarono.
Nel 1540 l'esercito pontificio, mobilitato da Pier Luigi Farnese (8000 italiani e 400 Lanzichenecchi) conquistò Perugia e tutto il territorio circostante, ponendo fine all'autonomia della città ed integrandola nello Stato Pontificio.
Nel Seicento l'esercito pontificio conobbe una fase di lungo declino, cosicché quando l'Italia fu di nuovo, nelle guerre di successione del XVIII secolo, teatro degli eventi bellici, lo Stato Pontificio rimase praticamente alla mercé delle grandi armate degli Stati europei

### Dall'età napoleonica al 1814
Nel corso del XVIII secolo, dopo la cattiva prova data nella Guerra di successione spagnola, l'esercito papalino fu sempre più trascurato dal governo pontificio sino a ridursi a poche migliaia di soldati, posti alla difesa di presidi, perdendo quindi ogni caratteristica di mobilità.
Un esercito ridotto ai minimi termini non fu dunque in grado di difendere adeguatamente il papa quando lo Stato pontificio fu invaso dalla Francia del Direttorio. Il 31 gennaio 1797 Napoleone Bonaparte dichiarò guerra allo Stato pontificio; subito dopo l'esercito francese ne varcò i confini. Il 4 febbraio l'esercito pontificio subì una netta sconfitta a Faenza (Battaglia di Faenza). La facilità con cui i francesi vinsero lo scontro colpì fortemente i contemporanei. Ha commentato lo storico Giustino Filippone: "si rise, e per molto tempo, sulla resistenza dell'esercito pontificio e forse troppo, e con non molta ragione". Seguì l'occupazione della piazzaforte di Ancona (9 febbraio). Il 17 febbraio fu siglato il Trattato di Tolentino: la Santa Sede cedette alla Repubblica francese le Legazioni di Bologna, Ferrara, Romagna e la Marca di Ancona.
L'11 febbraio 1798 i francesi entrarono a Roma; successivamente l'esercito pontificio fu sciolto; Papa Pio VI si rifugiò prima a Siena e poi nella certosa di Firenze. Qui venne difeso dal Corpo delle "Lance spezzate", così chiamato in ricordo dei cavalieri feudali che spezzavano le loro lance per difendere il proprio signore. Il corpo, istituito da Paolo IV nel 1555 a difesa della persona del pontefice, era costituito da cento effettivi, scelti tra nobili e cittadini.
L'11 maggio 1801 venne costituita il corpo della Guardia nobile da Pio VII, che univa i membri delle ex "Lance spezzate", corpo disciolto il 20 febbraio 1798 a seguito dell'occupazione francese di Roma, insieme ai cavalleggeri pontifici.

### Dal Congresso di Vienna al 1860
La funzione primaria dell'Esercito pontificio di difesa delle piazzeforti fu confermata anche dopo il Congresso di Vienna (1814-15). In base ai trattati internazionali, l'Austria divenne la potenza egemone in Italia, assumendosi anche l'obbligo della tutela dell'ordine in tutta la penisola.
Nel 1848 l'Esercito fu impiegato in una mobilitazione ai confini con il Regno Lombardo-Veneto, cioè con i possedimenti austriaci in Italia. Il governo di papa Pio IX, con ordinanza ministeriale del 23 marzo, ordinò la formazione di un Corpo di Operazione con lo scopo di «procedere alla difesa e sicurezza dei domini pontifici, nonché alla concorde azione delle forze nazionali italiane». Sotto il comando del generale piemontese Giovanni Durando e del suo secondo Massimo d'Azeglio, furono costituiti quattro reggimenti nazionali (un reggimento di cavalleria e tre reggimenti di fanteria italiani), due di cavalleria (svizzeri), tre batterie di artiglieria da campagna, una compagnia di artificieri e due del genio e circa 600 Carabinieri pontifici, parte a piedi e parte a cavallo. L'insieme formava una forza non trascurabile di 7.500 uomini.
Durando venne seguito, due giorni dopo, da un corpo misto di Guardie Civiche e di volontari, comprendente il Battaglione Universitario Romano, e affidato ad Andrea Ferrari. Lungo la via (specie a Bologna) quest'ultimo raccolse migliaia di volontari, cosicché raggiunse la notevole forza di circa 12 000 armati, cui si aggregarono altri 1 200 guidati da Livio Zambeccari.

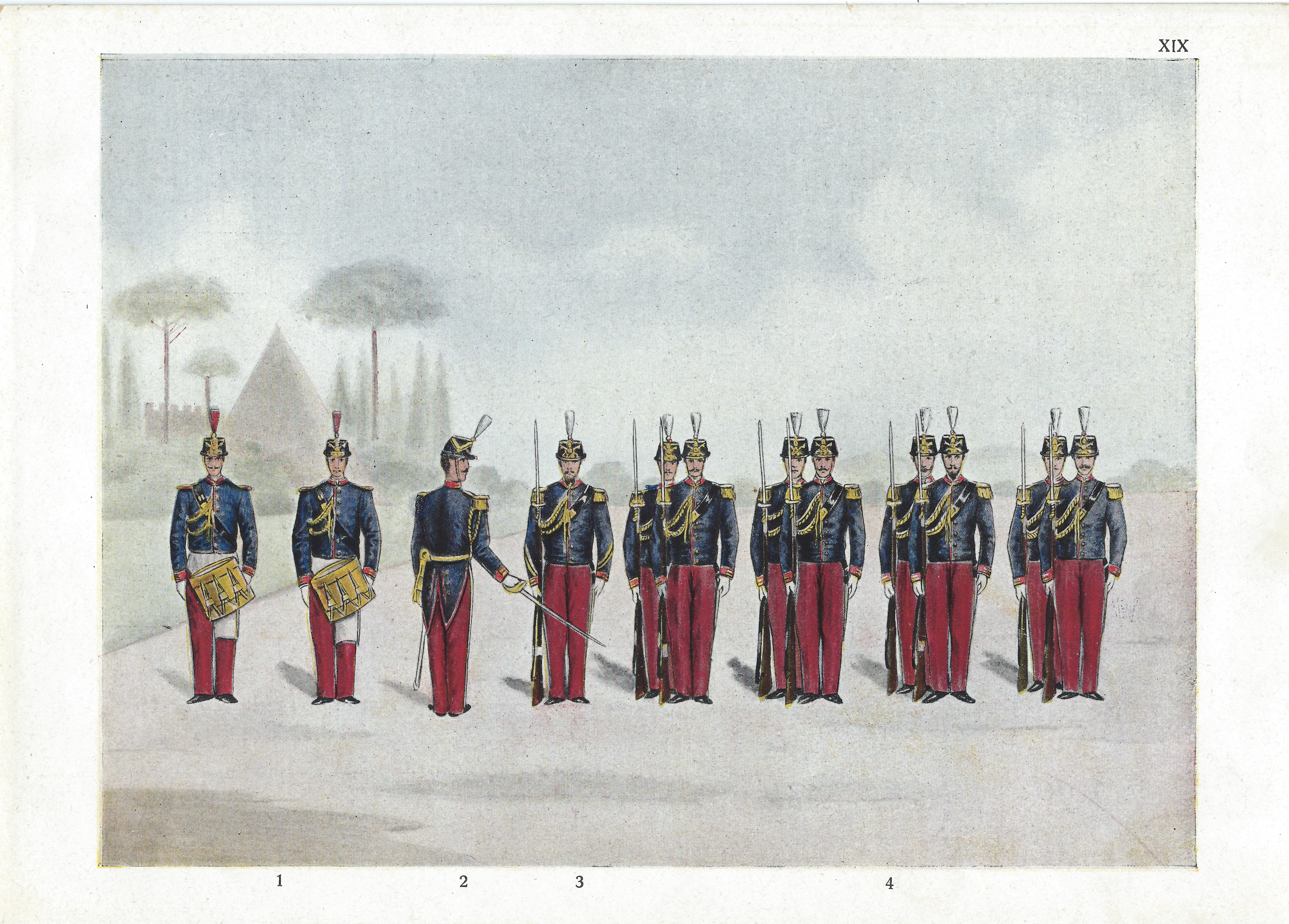
Guardia palatina d'onore: 1 tamburo, 2 sottotenente, 3 sergente maggiore, 4 guardie

Il 13 aprile 1848 una speciale commissione cardinalizia impose lo sganciamento del Papa dalla coalizione anti-austriaca. Pio IX con l'allocuzione "Non semel" fatta al Concistoro dei cardinali del 29 aprile 1848, mise in evidenza le motivazioni della posizione del pontefice, che come capo della Chiesa universale e allo stesso tempo capo di uno Stato italiano, non poteva mettersi in guerra contro un legittimo regno. Il pontefice sottolineò che l'unico scopo della spedizione militare era difensivo:
(Dalla allocuzione Non semel)
Il generale non seguì l'ordine implicito e si unì alla battaglia delle forze italiane contro l'Austria (Prima guerra d'indipendenza italiana), riportando però una sconfitta. Successivamente si dimise dall'incarico.
Con l'istituzione della Repubblica Romana (1849), le truppe passarono al servizio del nuovo Stato. Fu l'esercito francese a riportare sul trono Pio IX.
Dopo il ripristino del potere pontificio (luglio 1849), l'esercito papalino fu formalmente sciolto. Nell'estate dello stesso anno la Francia decise di mantenere una propria guarnigione armata a difesa di Roma.
Nei primi anni cinquanta l'esercito fu ricostituito con effettivi sufficienti al mantenimento dell'ordine pubblico. Alla difesa dei confini esterni provvedevano le truppe francesi (che presidiavano le province centrali) e le guarnigioni austriache (di stanza ad Ancona, Bologna e Ferrara).

### Da Castelfidardo a Porta Pia

Soldati francesi sulla piazza del Campidoglio (c. 1867).

All'inizio del 1859 il papa aveva deciso che lo Stato dovesse provvedere da sé alla propria difesa. Nel marzo di quell'anno scoppiò la Seconda guerra d'indipendenza italiana. Il conflitto provocò la partenza delle guarnigioni austriache di stanza nella Legazione delle Romagne per il fronte. Rimasta senza nessuna difesa, la Legazione fu inglobata nel Regno di Sardegna.
Il 19 maggio 1860 truppe pontificie volontarie, guidate dal colonnello francese Georges de Pimodan, respinsero 400 garibaldini che intendevano penetrare nel territorio dalla Toscana. Il contingente francese, pur avvertito del pericolo, non si mosse da Roma. Pio IX ordinò la ricostituzione di un esercito organizzato.
Il ministro delle Armi, il cardinale Francesco Saverio de Mérode, che aveva combattuto negli eserciti belga e francese, chiamò al comando del nuovo esercito il generale francese Christophe Louis de Lamoricière, che si era distinto nella guerra d'Algeria avendo sconfitto l'emiro Abd el-Kader. La riorganizzazione ebbe come obiettivo l'aumento degli effettivi. Attraverso le diocesi di ogni stato europeo cattolico, furono organizzati centri di reclutamento e avviate campagne di raccolta fondi. Si arruolarono soldati da tutta l'Europa. Il totale degli effettivi raggiunse le 20.000 unità: 5.000 austriaci, 3.000 irlandesi, seguiti da polacchi, belgi, svizzeri e olandesi; gli italiani furono oltre 6.000.

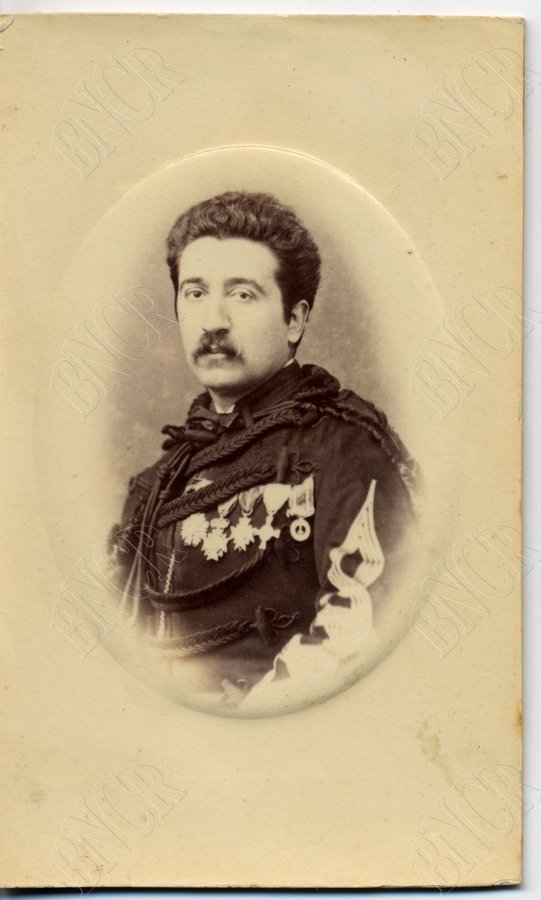
Il maggiore Fortunato Rivalta.

L'organizzazione militare seguì il modello austriaco: come l'esercito imperiale era composto da battaglioni di soli ungheresi, di soli croati, ecc., così i battaglioni del nuovo esercito pontificio furono organizzati per nazionalità: i tiragliatori erano franco-belgi, i carabinieri erano tedeschi; austriaci i bersaglieri; gli irlandesi costituivano il battaglione di San Patrizio. Guidati dalla devozione per il pontefice e da spirito di rivalsa verso la matrigna Inghilterra, il loro motto era We fought for the Pope and for Catholic Ireland ("Abbiamo lottato per il Papa e l'Irlanda cattolica"). Infine fu costituito un battaglione di gendarmi bolognesi. Il battesimo del fuoco del nuovo esercito avvenne a settembre di quell'anno, in risposta all'attacco dell'esercito piemontese guidato dai generali Cialdini e Della Rocca.

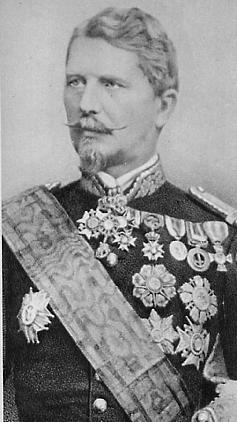
Il comandante delle truppe pontificie, il tedesco Hermann Kanzler.

L'esito dello scontro fu sfavorevole: i sabaudi, forti di 38.000 uomini, con 5.000 cavalli e 78 pezzi d'artiglieria, sconfissero ripetutamente l'esercito pontificio, che disponeva di 21.000 effettivi e una trentina di cannoni, a Perugia, Spoleto, Castelfidardo (dove cadde de Pimodan) e Ancona. La sconfitta di Castelfidardo portò alla perdita di Marche, Umbria e Sabina. Ai prigionieri fu riservato un duro trattamento: incolonnati, furono condotti a marce forzate in Piemonte, da dove tornarono a casa solo dopo lunghi mesi. I feriti furono ammassati nei pressi del santuario di Loreto, che fu trasformato in ospedale. Anche in questo caso i francesi non si mossero per combattere fuori da Roma. La Santa Sede ricompensò simbolicamente coloro che parteciparono alla sfortunata battaglia con un'onorificenza, la Medaglia di Castelfidardo.
Dopo la perdita delle Marche, dell'Umbria e della Sabina l'estensione del confine terrestre dello Stato si era ridotta a 350 km. La Santa Sede avviò una nuova riorganizzazione dell'esercito. L'esercito pontificio ritornò alla sua funzione tradizionale: il mantenimento dell'ordine pubblico. Il ministro de Mérode nominò due nuovi comandanti generali: il tedesco Hermann Kanzler e il romagnolo Giovanni Battista Zappi. Fu ricreata la compagnia di San Patrizio, che si era dimostrata tanto valorosa negli scontri di Spoleto e Castelfidardo. La riorganizzazione fu completata con la creazione del reggimento degli Zuavi pontifici (1º gennaio 1861).
Nel 1864 lo Stato italiano trasferì la capitale da Torino a Firenze. Si trattava di una mossa di avvicinamento a Roma, considerata come obiettivo finale. Nello stesso anno il Regno d'Italia firmò con Napoleone III una convenzione («Convenzione di settembre») in base alla quale i francesi si impegnavano a ritirare le proprie truppe di stanza a Roma nel giro di due anni. Temendo attacchi non dichiarati, la Santa Sede chiamò a raccolta i cattolici di tutt'Europa; l'invito ricevette un'accoglienza positiva in molti Paesi europei, che inviarono armi (lo Stato Pontificio non disponeva di fabbriche d'armi) e denaro e raccolsero schiere di volontari. In Francia fu creata la "Legione d'Antibes" (dalla città di Antibes). Si arruolarono anche belgi, olandesi, irlandesi e anche inglesi. I volontari affluirono a Roma con le loro famiglie, che fornirono cavalli e denaro per l'armamento. Arrivarono addirittura dei volontari dal Canada e dagli Stati Uniti. Dall'ottobre 1865 Hermann Kanzler avvicendò il cardinale de Mérode come ministro delle Armi.
- 3000 francesi
- 3000 italiani
- 1000 svizzeri
- 700 belgi
- 900 olandesi
- 600 tedeschi
- 600 austriaci
- 300 franco-canadesi
- 4 tunisini
- 3 siriani
- 2 svedesi
- 2 brasiliani
- 1 marocchino
- 1 peruviano
- 1 messicano
- 1 neozelandese
- 100 altri[13]

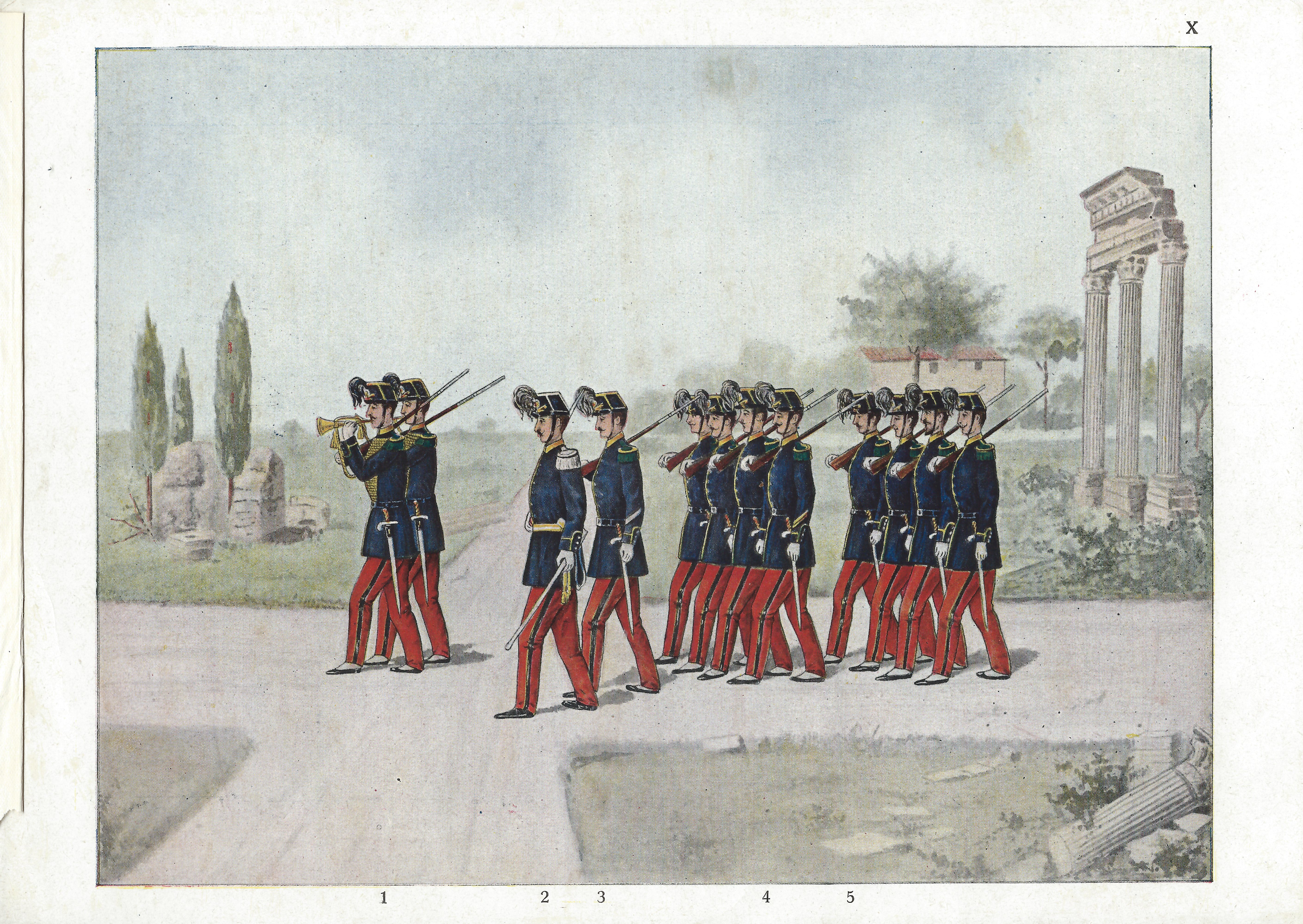
Divise della Legione d'Antibes.

Pio IX celebra la Messa con i soldati pontifici. 2 luglio 1868.

Fonte: Alfio Caruso, Con l'Italia mai! La storia mai raccontata dei mille del papa, Longanesi, 2015.
Nel 1866 la Legione d'Antibes, formata da 1.100 uomini, quasi tutti francesi, al comando del colonnello D'Argy, giunse a Roma come nuovo corpo francese dello Stato Pontificio. Nel settembre dello stesso anno iniziò il rimpatrio delle truppe francesi di stanza nel Lazio. L'11 dicembre la bandiera francese venne ammainata a Castel Sant'Angelo. Il giorno dopo, l'ultimo reggimento partì dal porto di Civitavecchia. Le sentinelle pontificie sostituirono i soldati regolari francesi in tutte le postazioni militari, mentre nell'Urbe (comprese le Porte esterne) furono schierati gli Zuavi pontifici.
Nel 1867 l'esercito pontificio contava 13.000 uomini (con trenta cannoni e novecento cavalli), a difendere il Lazio, sotto il comando del generale de Courten. Due terzi dei soldati erano italiani, mente l'altro terzo era composto di Zuavi.
La truppa in armi, ammontante a diecimila uomini, fu schierata in quattro zone: Viterbo, Civitavecchia, Tivoli e Velletri-Frosinone. I corpi numericamente più consistenti erano: la Gendarmeria (2083 uomini con 305 cavalli); il Reggimento Zuavi (2237 uomini); il Reggimento Fanteria di Linea (1595 uomini); il Battaglione Carabinieri (1233 uomini) e il Battaglione Cacciatori (956 uomini). A guardia di Roma fu posta una guarnigione di 6.000 soldati, comandata dal generale Zappi. La principale funzione dell'esercito era la difesa dagli attacchi delle formazioni garibaldine; nel caso di un attacco dell'esercito italiano (che aveva quattro volte il numero dei soldati pontifici) il Papa avrebbe contato sull'intervento delle potenze cattoliche.
Il pericolo di un attacco garibaldino era concreto: infatti in quell'anno, tra luglio e agosto, Giuseppe Garibaldi organizzò una spedizione contro lo Stato della Chiesa. Il 28 settembre i primi garibaldini varcarono i confini. L'esercito pontificio intervenne prontamente; la Francia inviò una divisione di 9.000 uomini, che sbarcarono in ottobre a Civitavecchia. Per la prima volta dal 1859, Pio IX si pronunciò pubblicamente con l'allocuzione Levate (27 ottobre 1867). L'attacco garibaldino fu respinto. La vittoria decisiva fu ottenuta nella Battaglia di Mentana (3 novembre): tremila pontifici e duemila francesi sconfissero circa novemila garibaldini.

Tutti i reduci della vittoriosa campagna furono insigniti della Croce fidei et virtuti (nota come Croce di Mentana). Non tutti i militari francesi ritornarono in Patria: la Francia decise di mantenere una guarnigione di stanza nella fortezza di Civitavecchia e due presidi, uno a Tarquinia e uno a Viterbo: in tutto 4.000 uomini.
L'esercito del 1870 era sempre costituito da oltre 13.000 effettivi (per la precisione, 13.624), di cui oltre 8.300 inquadrati nell'esercito regolare e 5.324 volontari stranieri. L'esercito regolare era così composto: Fanteria, Carabinieri, Cacciatori, Dragoni e Artiglieri (che avevano dato buona prova di sé a Mentana, con il sostegno degli alleati francesi di Napoleone III). Al battaglione costituito dai gendarmi bolognesi si aggiunsero due squadroni a cavallo provenienti dalla città felsinea. Fra gli italiani non mancava nessuna delle famiglie dell'aristocrazia cattolica: il principe Pietro Aldobrandini, il principe Paolo Borghese, il principe Francesco Maria Ruspoli, il principe Vittorio Odescalchi, il principe Carlo Chigi Albani della Rovere, il principe Alfonso di Borbone-Due Sicilie fratello dell'ex Re delle Due Sicilie; il principe Alfonso Carlo di Borbone-Spagna ed altri rappresentanti della nobiltà europea. I 5.324 volontari costituivano i reggimenti degli Zuavi, della Legione d'Antibes e dei Cacciatori stranieri.
Nella prima settimana di settembre il generale Kanzler aveva schierato 2.000 uomini nelle province di Velletri e Frosinone; 1.000 a Viterbo; altrettanti a Civitavecchia. Gli ordini erano di resistere all'attacco delle camicie rosse, ma in caso di invasione dell'esercito sabaudo, gli ordini erano di ripiegare verso Roma.

L'invasione dell'esercito italiano ebbe inizio all'alba del 12 settembre: le truppe sabaude, al comando del generale Raffaele Cadorna penetrarono nello Stato Pontificio in tre punti: la II Divisione, al comando del generale Nino Bixio, attraversò il confine da nord-est muovendosi lungo la strada che costeggia ad est il lago di Bolsena; la XII Divisione (maggiore generale De La Roche) provenendo dalla Sabina attraversò il Tevere a Magliano Sabina; la IX divisione, partendo da sud, valicò l'Appennino abruzzese poi scese lungo la valle del Liri fino a Ceprano. La marcia verso l'Urbe delle due divisioni non incontrò seri ostacoli; la XII Divisione giunse in vista di Roma il 14 settembre mentre la IX occupava Frosinone e Anagni giungendo a Velletri il 16 settembre. 

In città, intanto, sin dal 12 settembre vigeva lo stato d'assedio. Il 15 settembre Cadorna inviò una lettera al generale Kanzler: gli chiese di acconsentire all'occupazione pacifica della città. Kanzler rispose che avrebbe difeso Roma con tutti i suoi mezzi a disposizione. Il 17 il generale istituì presso il Casino militare di piazza Colonna un Comitato di difesa permanente (con de Courten, Lopez, Caimi, Lana e Rivalta).
La giornata del 18 settembre, una domenica, trascorse in relativa tranquillità. Pio IX, avendo compreso che la fine dello Stato pontificio era inevitabile, diede ordine ai soldati di opporre una resistenza simbolica per mostrare al mondo che la Santa Sede non abdicava, ma veniva invasa da un esercito occupante. Il pontefice consegnò un ordine scritto al generale Kanzler in cui, dopo aver lodato la disciplina e il valore delle forze a difesa della Santa Sede, affermava:
Dal Vaticano, 19 settembre 1870»
Il 19 settembre alle ore 19 il generale Cadorna diramò l'ordine di attacco. Il primo colpo di cannone contro l'Urbe fu sparato alle 5,10 del 20 settembre. L'attacco alla città fu portato in diversi punti. A Trastevere Bixio ebbe a che fare con mura costruite solidamente e, allo stesso tempo, restò esposto al fuoco dei soldati pontifici. Invece le mura tra Porta Salaria e Porta Pia (l'accesso sulla via Nomentana) erano molto più vulnerabili: qui si concentrò l'attacco dell'esercito italiano. Verso le nove antimeridiane Kanzler tenne l'ultima riunione dello Stato maggiore. Lasciò palazzo della Pillotta (sede del ministero delle Armi) con il braccio destro Fortunato Rivalta (capo di Stato maggiore) e si recò a palazzo Wedekind. Qui si incontrò con il Comitato di difesa. I presenti presero atto dell'impossibilità di prolungare la difesa ed ordinarono ai soldati di cessare il combattimento.
Proprio mentre il Comitato si riuniva fu aperta una breccia alla sinistra di Porta Pia. I soldati pontifici, ricevuto l'ordine, issarono la bandiera bianca. Mentre la resistenza cessava a Porta Pia, la bandiera bianca fu issata lungo tutta la linea delle mura. Le perdite per l'esercito pontificio furono contenute: 15 morti e 68 feriti.

### Dopo Porta Pia: lo scioglimento

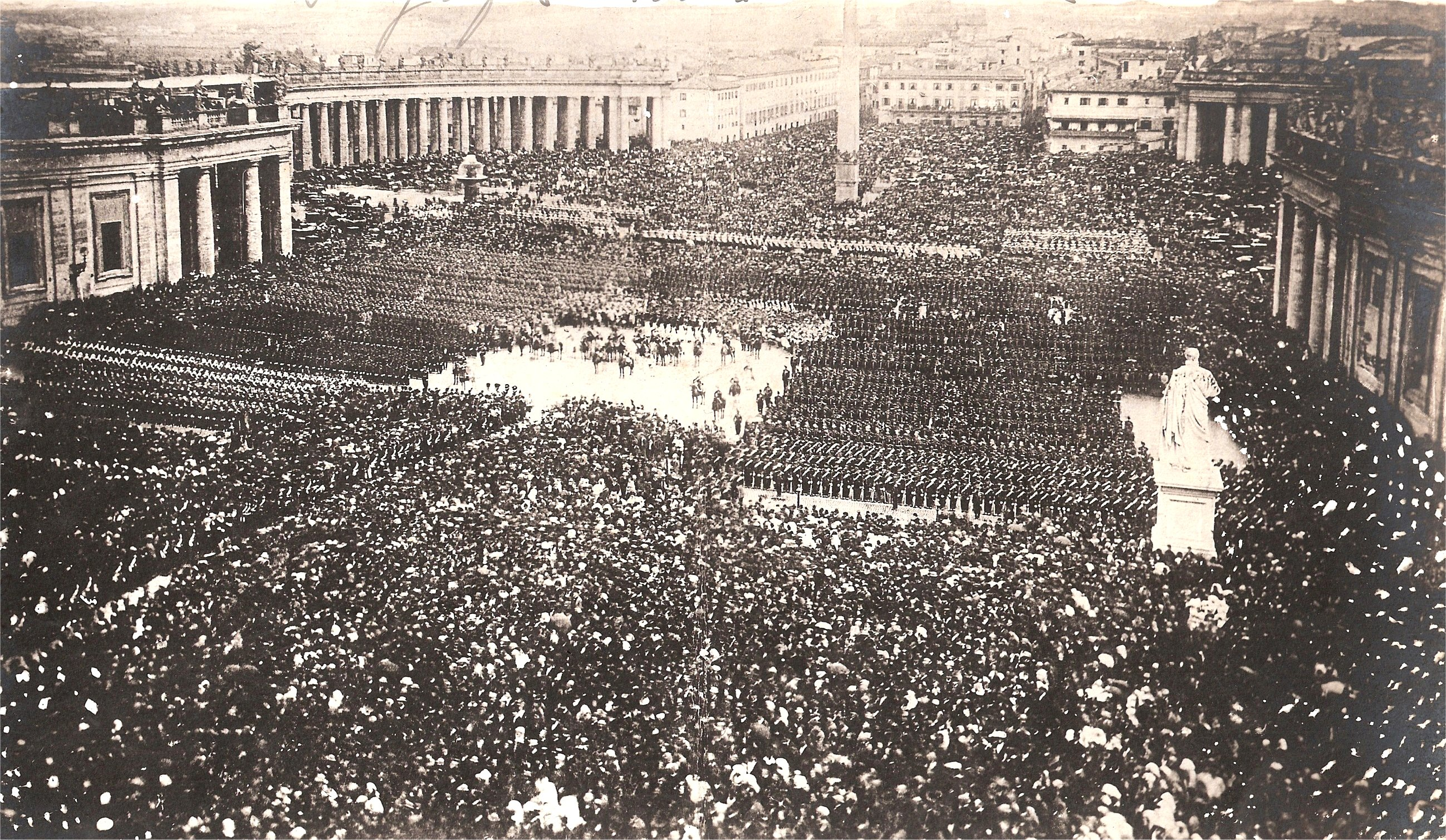
Le truppe pontificie benedette da Pio IX a Piazza San Pietro (25 aprile 1870).

Tra le condizioni di capitolazione imposte dal generale Cadorna agli sconfitti, una di esse fu lo scioglimento dell'esercito pontificio. Rimasero operativi solamente quattro corpi: la Guardia Svizzera, la Guardia Palatina, la Guardia nobile ed un piccolo reparto della Gendarmeria Pontificia, che restarono a proteggere il Palazzo Apostolico nella Città Leonina, ovvero l'ultimo lembo di Roma non occupato dai soldati italiani, oltre a circa duecento sedentari, soldati veterani restati a presidiare Castel Sant'Angelo finché anche quest'ultimo fortilizio fu lasciato alle truppe italiane. Le restanti truppe, dopo l'onore delle armi tributato dai soldati vincitori, furono disarmate e condotte a Civitavecchia. Qui, soldati regolari e volontari stranieri si divisero: questi ultimi furono imbarcati su navi francesi, tra cui la fregata Orénoque. Gli italiani furono avviati verso la cittadella di Alessandria. Dal 30 settembre in poi le autorità iniziarono a liberarli e a rimandarli alle proprie case.
Ai prigionieri fu proposto di passare sotto le insegne dei vincitori. Solo un centinaio accettò. Per gli altri, com'era già avvenuto nel 1860, fu riservato un trattamento molto rigido: 4.800 soldati furono condotti a marce forzate in alcune fortezze del Nord della penisola. Gli altri (emiliani, romagnoli, marchigiani, veneti e lombardi) furono considerati "traditori" e vennero rinchiusi nel carcere speciale di Fenestrelle. Per tutti la detenzione fu lunga e le condizioni di vita durissime.
La "Legione d'Antibes", composta da volontari francesi, sopravvisse al disfacimento dell'esercito pontificio. Imbarcatasi a Civitavecchia, si trasferì a Tolone. Combatté nella guerra in corso contro la Prussia col nome di "Legione volontari dell'Ovest". I legionari mantennero uniforme pontificia e bandiera propria. Scesero in campo contro i tedeschi sulla Loira, poi a Le Mans. Il reparto fu sciolto il 13 agosto 1871, alla fine della guerra.
Le Guardie Svizzere rimasero a difesa personale del papa nei suoi alloggi. Papa Pio X nel 1914 decise di fissare il numero dei militi che componevano questo speciale corpo a 100 unità, più 6 ufficiali, tra cui il comandante con il grado di colonnello.
Con la fondazione dello Stato della Città del Vaticano (1929), le Guardie svizzere divennero la milizia ufficiale del nuovo Stato.
Durante la Seconda guerra mondiale, ed in particolare dopo l'8 settembre 1943, papa Pio XII rinforzò temporaneamente il suo piccolo esercito (il corpo delle guardie svizzere fu portato a oltre 300 effettivi e quello delle guardie palatine fino a 2.000 unità), questo sia per dare rifugio ai molti sfollati che cercavano ospitalità in Vaticano, sia per dare un minimo di sicurezza allo Stato della Chiesa.
Gli altri corpi militari sopravvissuti al 20 settembre 1870 furono definitivamente sciolti nel 1970, quando papa Paolo VI abolì la Guardia d'Onore di Sua Santità, la Guardia Palatina d'Onore, la Gendarmeria Pontificia, sciogliendo formalmente l'Esercito Pontificio.
L'unico Corpo che non fu sciolto fu quello della Guardia Svizzera Pontificia, avente rango di reggimento e consistenza organica di compagnia.
Oggi la Guardia Svizzera si occupa della sicurezza del papa e della città del Vaticano, sorvegliando gli alloggi papali e mantenendo l'ordine durante le cerimonie religiose, mentre la Gendarmeria garantisce l'ordine e la sicurezza pubblici, e svolge le funzioni di intelligence, polizia di frontiera, di polizia giudiziaria e di polizia stradale.